# 辻野弥生
辻野 弥生（つじの やよい、1941年 - ）は、日本のフリーライター、エッセイスト。福田村事件について記録した『福田村事件 関東大震災・知られざる悲劇』の著者である。

## 経歴・人物
1941年、福岡県福岡市南区に生まれる。香蘭女子短期大学卒業。1981年、千葉県流山市に移り住む。同人誌『ずいひつ流星』の主宰を務める。
1999年、福田村事件について書いてほしいという人物から資料を渡されたことで、同事件についての調査を開始した。福田村事件とは、1923年9月6日、関東大震災直後の千葉県福田村（現・野田市）において、香川県の被差別部落から来ていた15名の売薬行商団のうちの9名が、行商団を朝鮮人と決めつけた自警団によって殺害された事件である。2013年、著書『福田村事件 関東大震災・知られざる悲劇』が崙書房出版より刊行された。同書の増補改訂版は2023年に五月書房新社より刊行された。
2023年の映画『福田村事件』には、企画協力として参加している。

## 著書
- 『福田村事件 関東大震災・知られざる悲劇』（崙書房出版、2013年） ISBN 9784845502066
- 『福田村事件 関東大震災・知られざる悲劇（増補改訂版）』（五月書房新社、2023年） ISBN 9784909542557

## フィルモグラフィー
- 『福田村事件』（企画協力、2023年）

## 受賞
- 1988年 - 北野道彦賞[7]

## 関連文献
- 「『福田村事件』著者インタビュー 「福田村事件」を地元はどう受け止めているのか」『創』2023年9月、40-43頁。